# Sicilia (Romeinse provincie)
Sicilia was de Romeinse provincie die het huidige Sicilië omvatte. Het eiland werd, vóór de Romeinse periode, gedeeld en onderling betwist door de Westelijke Grieken en Carthago. De machtigste stad was de Griekse stad Syracuse die aanvankelijk een bondgenoot was van Rome. Tijdens de Punische oorlogen werd Sicilia definitief ingelijfd door Rome (241 v.Chr.). 

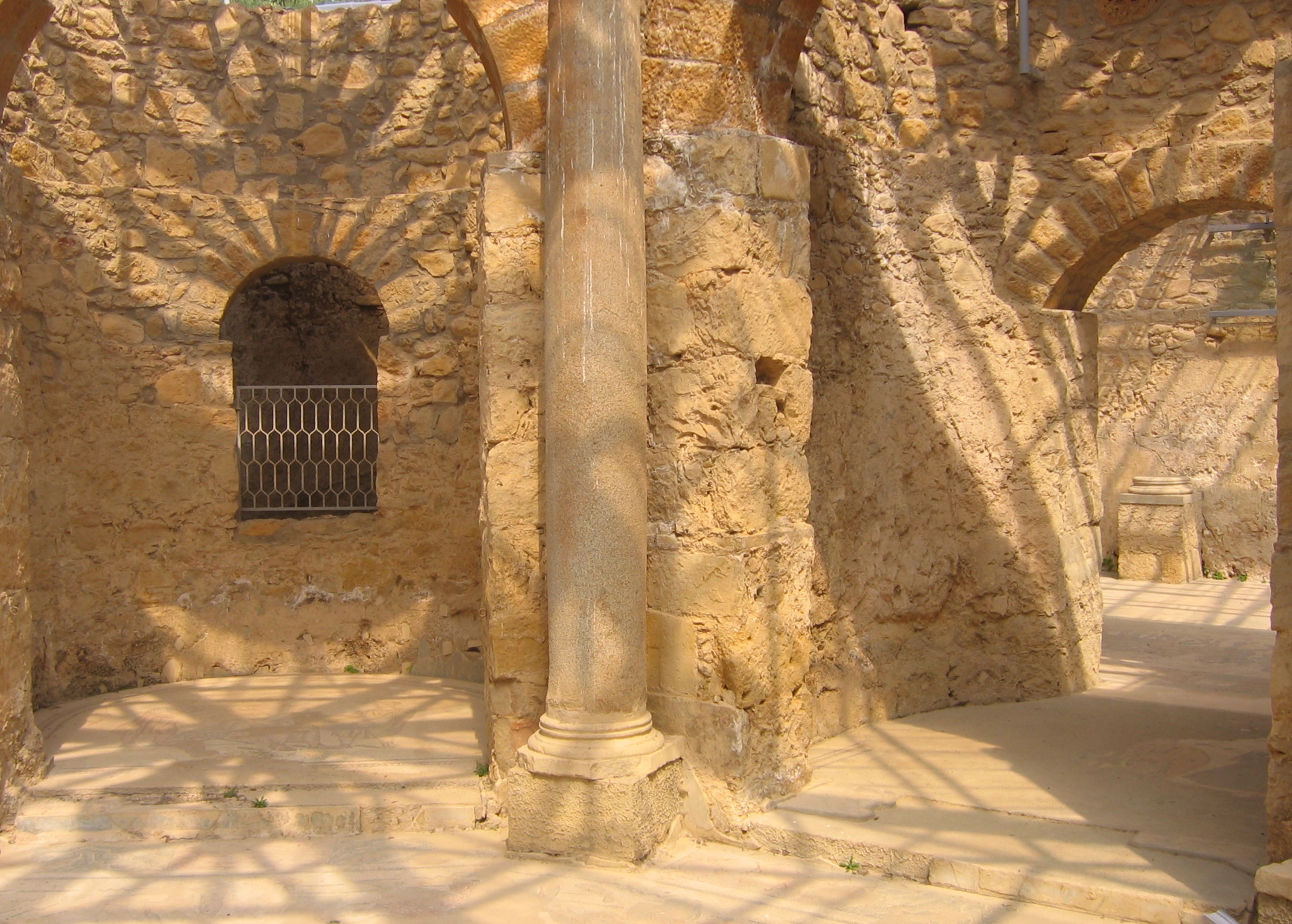
Frigidarium van de Villa Romana del Casale.

Anders dan bij de vorige veroveringen van Rome had men in Sicilia nog geen echte bondgenoten of volkeren die het Latijns burgerrecht bezaten, waardoor het nodig was dit veroverde gebied anders in te richten en aldus werd Sicilia de eerste Romeinse provincie. Deze provincie kwam onder het bestuur van een praetor te staan, maar zou later door een proconsul worden vervangen. Als hoogste financiënambtenaren werden twee quaestores ingezet, die boven de belastinginners stonden. De voornaamste heffing was die van de tienden van de graanopbrengst. Het lokale bestuur lieten de Romeinen in de regel aan de Sicilianen over. Het was een ietwat landelijk afgelegen gebied, maar door zijn graanvelden was het zo belangrijk voor de voedselvoorziening van Rome dat het de graanschuur van de Republiek werd genoemd, totdat Egypte deze plaats innam. Rome deed weinig moeite om de streek, die nog steeds grotendeels Grieks was, te romaniseren en Sicilia bleef gedurende de hele Romeinse overheersing Grieks wat betreft cultuur en taal. De meest opmerkelijke gebeurtenis van deze periode was het beruchte wanbestuur van Gaius Verres, zoals blijkt uit de redevoering, In Verrem, van Marcus Tullius Cicero in 70 v.Chr.. Sicilia bleef een welvarende Romeinse provincie tot aan de verovering ervan door de Vandalen tijdens de Grote Volksverhuizing in de 5e eeuw in de periode van de Val van het West-Romeinse Rijk.
Achaea · Alexandria et Aegyptus · Africa · Alpes Cottiae · Alpes Maritimae · Alpes Poeninae · Arabia Petraea · Armenia Inferior · Asia · Britannia · Cappadocia · Cilicia · Corsica · Creta · Cyprus · Cyrenaica · Dacia · Dalmatia · Epirus · Galatia · Gallia (Aquitania · Belgica · Lugdunensis · Narbonensis) · Germania (Inferior · Superior) · Hispania (Baetica · Lusitania · Tarraconensis) · Italia · Iudaea · Lycaeonia · Lycia · Macedonia · Mauretania (Caesariensis · Tingitana) · Moesië (Inferior · Superior) · Noricum · Numidia · Pannonia (Inferior · Superior) · Pamphylia · Pisidia · Pontus et Bithynia · Raetia · Sardinia · Sicilia · Syria · Thracia

Tijdelijke bezettingen: Germania (7-9 n.Chr.) · Armenia (114-117 n.Chr.) · Assyria (116-117 n.Chr.) · Mesopotamia (115-117 n.Chr.)